# Bitwa o Czadcę
Bitwa o Czadcę – potyczka między oddziałami Samodzielnej Grupy Operacyjnej „Śląsk” a jednostkami Wojska Czecho-Słowackiego broniącymi miasta Czadca w dniu 25 listopada 1938 roku.

## Przebieg bitwy
24 listopada 1938 roku do miejscowości Zamki Orawskie (Oravský Podzámok) przyjechała polska delegacja, która oznajmiła przedstawicielom miejscowej ludności zamiar zajęcia spornego terytorium Orawy przez jednostki Wojska Polskiego.
25 listopada ok. godziny 8:30 granicę polsko-czechosłowacką przekroczyły pierwsze oddziały Samodzielnej Grupy Operacyjnej „Śląsk” dowodzonej przez gen. Władysława Bortnowskiego. Rejonu Czadcy bronił 1 batalion 41 pułku piechoty Wojska Czecho-Słowackiego (dow. ppłk Richard Löschner), mający do dyspozycji baterię artylerii lekkiej i oddział jazdy. Polacy wysłali do miasta parlamentarzystów, ale strona czecho-słowacka odmówiła poddania miasta bez walki.
Bitwa rozgorzała ok. godz. 10:00. Początkowo miasto zaatakowała polska piechota, a ok. godz. 12:00 rozpoczął się pojedynek artyleryjski. W bitwie o miasto wzięła udział grupa cywilów, uzbrojonych w broń strzelecką. O 14:25 szef sztabu armii czecho-słowackiej gen. Ludvík Krejčíh wydał rozkaz o opuszczeniu miasta, a informacja ta dotarła do Czadcy ok. 16:00. Regularna bitwa toczyła się do 17:00, pojedyncze strzały było słychać jeszcze w nocy. W walkach zginęło po stronie czecho-słowackiej dwóch żołnierzy (Stanislav Vozek, Štefan Holienek), kolejnych trzech żołnierzy zostało rannych. Ofiarą walk padło także dwóch żołnierzy polskich (Stanisław Mlekodaj i Ozjasz Storch). Wieczorem walki ucichły, a miasto zostało zajęte przez oddziały polskie.

## Następstwa bitwy
30 listopada 1938 roku został podpisany protokół dwustronny o delimitacji granicy na Orawie i Spiszu. W rejonie Czadcy, do Polski przyłączono obszar o powierzchni 44 km², zamieszkały przez 2000 osób, w większości deklarujących narodowość czecho-słowacką. W 1939 roku obszar ten wszedł w skład państwa słowackiego.